# Église Saint-Raban Maur (Mayence)
Pour les articles homonymes, voir Raban.
L'église Saint-Raban Maur (St. Rabanus Maurus) est une église catholique du quartier de Mainz-Hartenberg-Münchfeld à Mayence (Rhénanie-Palatinat).

## Histoire
Cette église paroissiale, vouée au Raban Maur, a été construite entre 1964 et 1965 par l'architecte Karl Josef Dicke, répondant à une nécessité qui découlait de l'expansion de la ville. La congrégation des Oblats de Marie-Immaculée était à la recherche d'un emplacement pour la nouvelle branche de leur maison provinciale à Mayence. Subséquemment le diocèse de Mayence acquit le terrain pour la construction d'un monastère et d'une église, l'Ordre se chargeant des services religieux. Elle a été consacrée par l'évêque, puis cardinal, Hermann Volk peu de temps avant la Pentecôte 1965. La paroisse de Saint Raban Maur est fusionnée à la paroisse Don Bosco en octobre 2011 avec la paroisse de Saint-Jean l'Evangéliste.
Les vitraux ont été créés par Alois Plum.

## Source de la traduction
- (de) Cet article est partiellement ou en totalité issu de l’article de Wikipédia en allemand intitulé « St. Rabanus Maurus (Mainz) » (voir la liste des auteurs).